# Vanity
Denise Matthews (Niagara Falls (Ontario), 4 januari 1959 – Fremont (Californië), 15 februari 2016), beter bekend onder haar artiestennaam Vanity was een Canadese zangeres, model en actrice.

## Levensloop en carrière
Matthews begon haar carrière als model. Begin jaren tachtig werd zij ontdekt door Prince. In 1982 werd ze de leadzangeres van het meidentrio Vanity 6. In 1983 hield de groep al op te bestaan. Na het kortstondig succes begon Matthews een solo- en filmcarrière. Zij bracht twee elpees uit onder het label Motown Records; Wild Animal en Skin on Skin. In Amerika had ze een klein succes met de singles "Pretty Mess", "Mechanical Emotion", "Under the Influence" en  "Undress" uit de film Action Jackson.
Zij poseerde ook tweemaal (in 1985 en 1988) onder de naam Vanity in Playboy. Sinds 1980 speelde Matthews ook in B-films. Haar bekendste rol is die van "Sydney Ash" in de film Action Jackson.
Ook speelde ze in enkele tv-series als Tropical Heat, Miami Vice en Highlander. Na in de jaren negentig een drugsprobleem te hebben gehad bekeerde ze zich tot het christendom. Aan dit drugsverleden hield ze, als gevolg van een bijna-overdosis, een nierprobleem over. Uiteindelijk is dit nierfalen haar fataal geworden.
Matthews overleed op 57-jarige leeftijd aan sclerosing encapsulating peritonitis (SEP), een zeldzame ziekte. Haar as werd uitgestrooid langs de kust van Hawaï.

## Filmografie (selectie)
- 1985: The Last Dragon, Laura Charles
- 1986: Never Too Young to Die, Danja Deering
- 1986: 52 Pick-Up, Doreen
- 1987: Deadly Illusion, Rina
- 1988: Action Jackson, Sydney Ash
- 1991: Neon City, gevangene
- 1993: Da Vinci's War, Lupe
- 1993: South Beach, Jennifer Derringer
- 1997: Kiss of Death, Blair

- Bibliothèque nationale de France: cb145699621 (data)
- Gemeinsame Normdatei: 134545389
- International Standard Name Identifier: 0000 0000 7365 2342
- Library of Congress Control Number: n95001319
- MusicBrainz: 27d4a970-c5eb-4e4a-9dd0-552e2a3859d5
- Istituto Centrale per il Catalogo Unico: RAVV467921
- Système universitaire de documentation: 080879209
- Virtual International Authority File: 34700488
- WorldCat: E39PBJyt39wyJXjTPYVVx9hbVC